# Teuchestes uenoi
Teuchestes uenoi är en skalbaggsart som beskrevs av Ochi, Kawahara och Masahiro Kon 2006. Teuchestes uenoi ingår i släktet Teuchestes och familjen Aphodiidae. Inga underarter finns listade i Catalogue of Life.